# Dark Before Dawn
Dark Before Dawn —en español: Oscuridad antes del amanecer— Es el quinto álbum de la banda estadounidense de Metal alternativo Breaking Benjamin. Será el quinto álbum de estudio de la banda, y el primero en presentar una alineación completamente diferente junto con el fundador y vocalista Benjamin Burnley. Producido y compuesto por Burnley, el álbum tomó forma a finales del hiato y fue escrito en su mayoría antes de la nueva formación "incluso jugó una sola nota en conjunto." El proceso de grabación se llevó a cabo después en tanto un estudio personal de Burnley el mismo estudio donde se grabó Phobia (2006) fue grabado, con todos los miembros de la banda el desempeño de sus respectivos instrumentos , incluyendo las voces de fondo realizadas por el guitarrista Keith Wallen y el bajista Aaron Bruch, por lo que el registro de su primera en presentar las voces que no sean de Burnley.
El álbum fue un éxito de crítica y público. Se obtuvo la recepción en su mayoría positivas, muchos críticos elogiando el álbum se mantiene fiel a sonido establecida del grupo, aunque otros lo criticaron por sonar demasiado similar al material anterior. Burnley describe que él no quería "reinventar la rueda con el álbum. Debutó en el número 1 en el  Billboard  200, de primero en su catálogo del grupo, vendiendo 141.000 unidades en su primera semana, por lo que es hasta ahora el esfuerzo de ventas más exitoso del grupo. Primer sencillo del álbum es "Failure" que fue anunciado junto con el álbum el 18 de marzo de 2015.

## Hiato y problemas legales
En el verano de 2010, Breaking Benjamin anunció una pausa indefinida, debido a enfermedades recurrentes de Burnley. El guitarrista y el bajista Fink y Klepaski se reincorporaron su antigua banda, Lifer y Szeliga estaba de gira con su otra banda, OurAfter .
El 7 de junio de 2011, una versión remezclada de "Blow Me Away", que ofrece Valora, fue puesto en libertad.  Un video musical animado para el remix fue lanzado el 24 de agosto. El 30 de junio de 2011, El 30 de junio de 2011, Rock Access publicó la lista de canciones para álbum de grandes éxitos de la banda, Shallow Bay: The Best of Breaking Benjamin y su "Edición Deluxe". Fue lanzado el 16 de agosto, como un solo disco "edición estándar" y una de dos discos "edición de lujo" (con caras B y rarezas). Burnley opuso públicamente el lanzamiento del álbum, diciendo contenido había sido alterado y liberado sin su consentimiento, y que no cumplió con sus normas.
En mayo de 2011, Burnley despidió compañeros de banda Fink y Klepaski. Poco después, una disputa sobre la nueva versión de "Blow Me Away" salió público. Burnley dio a su lado de la disputa en una presentación judicial junio, diciendo Fink y Klepaski tomaron las decisiones unilaterales y no autorizadas en nombre de la banda, tales como dar permiso en mayo para la remezcla de "Blow Me Away". Burnley busca al menos 250.000 dólares y el derecho exclusivo Al nombre "Breaking Benjamin". Burnley ha declarado que planea revivir la banda cuando se resuelva la demanda.
Poco se supo de la banda a lo largo de 2012, la única excepción de una entrevista en febrero de 2012 con Szeliga, donde aseguró a los fanes que la banda todavía estaban juntos, y que espera con interés trabajar en un nuevo récord en el futuro. El 19 de abril de 2013, Burnley anunció que las cuestiones jurídicas finalmente habían terminado, con Burnley ganar los derechos para el nombre de la banda. Sin embargo, Szeliga publicó un anuncio en su página de Facebook el 22 de abril que dejaba la banda, debido a diferencias creativas.

## Producción y grabación
Burnley declaró en una entrevista con Loudwire que aproximadamente el 95 por ciento del álbum fue escrito antes de la nueva formación "incluso jugó una sola nota en conjunto." Añadió que, debido a que quería tener a los demás miembros incorporados, que tenía a que todos registraran sus respectivos instrumentos y que los dos cantantes adicionales (Aaron Bruch y Keith Wallen) hicieron todos los coros. Mientras Burnley siguió siendo el principal compositor, Rauch escribió la introducción y outro pistas, "Dark" y "Dawn", y también ha contribuido para "Defeated" y "Never Again", el último de los cuales fue también contribuyó a Keith Wallen [7]:. [1, 9, 12] Burnley declaró que si bien era en 2014 de que el registro se hizo cohesionada, era todo el hiato que él comenzó a crear nuevo material. [8] Grabado y producido en Nueva Jersey, en tanto 3013a Studios en Ocean City (un estudio personal de Burnley de) y The Barbershop Studios en Hopatcong (el mismo estudio con el que Fobia fue grabado en 2006) Dark Before Dawn es el primer álbum con Burnley acreditado como productor. el cantante explicó:
"Escucha, la gente le dará su versión de las cosas, y no puedo evitar eso, pero yo tengo derecho a mi propia versión, y yo diría que me hice la misma cantidad de la producción de este álbum he hecho en otros álbumes, simplemente nunca tuvo mi nombre [en él]. Por lo tanto, que era básicamente una decisión muy consciente para mí, para ser como, 'Usted sabe, yo no estoy haciendo nada diferente aquí que he hecho en el pasado . ¿Por qué no debería ser conocido a hacerlo? Ya sabes, ¿Por qué no habría de obtener el crédito por algo que en realidad estoy haciendo? ' Así que, básicamente, sólo lo hice, y yo no le dije a nadie, mientras que el proceso antes era, me digo a la gente que me estaba preparando para hacerlo, entonces lo haríamos prepararse para hacerlo, y entonces la gente participar, y el crédito iría donde sea. Así que simplemente no se lo dije una sola alma que lo estaba haciendo, yo sólo hice en mi propio estudio, y fue genial ". [9]
El guitarrista Keith Wallen y el bajista Aaron Bruch realizaron todas las voces de fondo en Dark Before Dawn a diferencia de anteriores discos con los que Burnley realiza su propia. voz Burnley declaró que los coros se trabajaron en la mayor cantidad en lo que respecta a la producción, la elaboración de That Metal Show, Porque, guitarras son guitarras, ya sabes, quiero decir, ¿qué vas a hacer, puede sintonizar ellos y todas estas cosas, pero El canto es un animal totalmente diferente, así que es donde pasamos mucho tiempo. Porque cuando estás tocando la guitarra se puede dejar un poco su estilo vienen a través de, pero si estás cantando junto con a alguien que tipo de tener que sonar como ellos para que realmente gel, por lo que realmente alterados, supongo su personalidad ". Bruch añadió: "Es cosas como la inflexión, y el vibrato, y asegurarse de que usted lo trae el mismo.

### Música
Para Dark Before Dawn,  Burnley fue el principal compositor, el cantante afirmando que "No quiero volver a inventar la rueda. Yo sólo quiero escribir buena música que va a resistir el paso del tiempo y que trato de hacer eso. Ya sea que logra eso es otra cosa, pero al menos trato de hacer eso y creo que los fanes se están dando cuenta de que la banda no ha cambiado sólo porque soy el principal compositor, siempre he sido, y mi proceso -. no va a cambiar. Todo lo que voy a tratar de hacer es escribir muy, muy buenas canciones y llevar el sonido Breaking Benjamin a otro nivel ". [11] El álbum ha sido principalmente descrito como el Metal Alternativo, Post-Grunge y Hard Rock. MK Sealy de MusicSnake dijo de la música, "Para aquellos que han disfrutado de los álbumes anteriores de Breaking Benjamin, el sonido de Dark Before Dawn será inquietantemente familiar. En su conjunto, Dark Before Dawn se siente y suena como si la banda ha afinado Fobia, algunos de los instrumentos de hacer la pausa oyente y considerar si han escuchado la canción en un disco anterior. A pesar de su familiaridad, Dark Before Dawn ofertas [oyentes] una increíble, viaje lírico, y el álbum es muy agradable.

## Lanzamiento y promoción
"Failure" y "Angels Fall" fueron lanzados como singles el 23 de marzo y 14 de abril de 2015, respectivamente. El tercer sencillo "Defeated" fue lanzado el 12 de mayo de 2015.
El álbum fue transmitido posteriormente en iTunes Radio el 16 de junio antes de que fuera puesto en libertad el 23 de junio.

## Recepción Rendimiento
El álbum recibió generalmente recepción crítica positiva, con muchos críticos elogiando la banda para mantenerse fiel a su sonido habitual, aunque otros han criticado el álbum por ser demasiado similar a su trabajo anterior. Se recibió una crítica positiva del AllMusic James Monger, señalando que "tan gruesas producidos inteligentemente-, explosiones, en gran medida inofensivos de hard rock genérico van, usted podría hacer mucho peor, y los fanes de siempre apreciarán el hecho de que el Burnley y sus nuevos compañeros se quedan fiel a la lealtad inquebrantable de la banda a todas las cosas finales de los 90 / principios de los años 2000 post-grunge / hard rock ", pero también añadió que" es difícil de ocultar el hecho de que la mayoría de estas canciones son casi intercambiables con material más antiguo de la banda. "[13] Tom Spinelli en Melódico elogió el álbum como mantenerse fiel al sonido de su material anterior, afirmando" En general, este álbum es todo lo que espera y más de la banda. Breaking Benjamin es una de esas bandas que no debería realmente cambiar su sonido, que no necesitan. 
The Citizens' Voice Escritora Kristen Gaydos dio al álbum una crítica positiva,  indicando que  "Dark Before Dawn cae en bien con el catálogo de la banda posterior, sentando las bases para la segunda época de la banda." [23] escritor SF Weekly Matt Saincome dio el disco una reseña negativa, diciendo: "el único respiro en este álbum viene en forma de track 10,"Ashes of Eden,"una canción de amor acústica que es funcional, aceptable y demuestra que las opciones estilísticas que hacen el resto de Dark Before Dawn insoportable a cualquier persona con un gusto a mitad de camino música decente.

### Rendimiento comercial
Dark Before Dawn debutó en #1 de Billboard Top 200 vendiendo 141.000 unidades equivalentes álbum en su primera semana de lanzamiento. 135.000 de ese total fueron las ventas de álbumes puros. Es la primera semana Billboard 200 de liberación listas de éxitos de la carrera de la banda.

## Lista de canciones
| N.º | Título                 | Escritor(es)                                | Duración |  |
| 1.  | «Dark»                 | Jasen Rauch                                 | 2:10     |  |
| 2.  | «Failure»              | Benjamin Burnley                            | 3:34     |  |
| 3.  | «Angels Fall»          | Benjamin Burnley                            | 3:48     |  |
| 4.  | «Breaking the Silence» | Benjamin Burnley                            | 3:01     |  |
| 5.  | «Hollow»               | Benjamin Burnley                            | 3:51     |  |
| 6.  | «Close to Heaven»      | Benjamin Burnley                            | 4:09     |  |
| 7.  | «Bury Me Alive»        | Benjamin Burnley                            | 4:04     |  |
| 8.  | «Never Again»          | Benjamin Burnley, Jasen Rauch, Keith Wallen | 3:43     |  |
| 9.  | «The Great Divide»     | Benjamin Burnley                            | 4:12     |  |
| 10. | «Ashes of Eden»        | Benjamin Burnley                            | 4:53     |  |
| 11. | «Defeated»             | Benjamin Burnley, Jasen Rauch               | 3:25     |  |
| 12. | «Dawn»                 | Jasen Rauch                                 | 1:52     |  |

## Créditos
- Benjamin Burnley - Compositor, Productor discográfico Voz, Guitarra
- Jasen Rauch – Guitarra
- Keith Wallen – guitarra, coros
- Aaron Bruch – Bajo, Coros
- Shaun Foist - Batería, percusión

Additional musicians
- Rhiannon Burnley - coros,
- Dave Eggar - chelo
- Katie Kresek - Violín
- Chuck Palmer  - orquestación

administración
- Rich Egan for Hard 8 Management
- Jordan Feldstein, Adam Harrison, and John Scholz for Career Artist Management
- Matthew Bonney and Maggie Cusimano for Citrin Cooperman – business management
- David Byrnes for Ziffren Brittenham LLP – legal
- Andy Somers for APA – booking

Producción
- Benjamin Burnley - Compositor, Productor discográfico, orquestación, Ingeniero de audio
- Jasen Rauch - compositor en "Dark", "Never Again", "Defeated", y  "Dawn"
- Keith Wallen - compositor en  "Never Again"
- Ted Jensen -  masterización
- Dave Eggar – orquestación en "Ashes of Eden"
- Chuck Palmer – orquestación en "Ashes of Eden"
- John Bender – engineering, digital editing, recording
- Jim Romano - engineering, digital editing
- Dan Korneff - engineering, digital editing

Chris Lord-Alge
- Ben Grosse   mezclando durante "Dark", "Breaking the Silence", "Hollow", "Close to Heaven", "Bury Me Alive", "The Great Divide", "Defeated", y  "Dawn
- Paul Pavao – asistencia adicional
- Chris Lord-Alge, Keith Armstrong, Nik Harpen,  mezclando durante "Failure", "Angels Fall", "Never Again", y  "Ashes of Eden"
- Adam Chagnon - asistencia adicional

## Ranking
| Cadenas musicales (2015)                 | Lugar |
| ---------------------------------------- | ----- |
| Australian Albums (ARIA)                 | 11    |
| Austria (Ö3 Austria Top 40)              | 49    |
| Belgian Albums (Ultratop)                | 113   |
| canadian Albums Billboard                | 1     |
| Dutch Albums (MegaCharts)                | 66    |
| German Albums (GfK Entertainment Charts) | 34    |
| New Zealand Albums (Recorded Music NZ)   | 11    |
| Swiss Albums (Schweizer Hitparade)       | 66    |
| UK Albums (Official Charts Company)      | 34    |
| US Billboard 200                         | 1     |